# 에르네스토 호스트
에르네스토 호스트(네덜란드어: Ernesto Hoost)는 네덜란드의 전 킥복싱 선수다. 많은 무관의 제왕을 만든 주인공이자 나이는 숫자에 불과함을 보여준 테크니션이고, 파워 파이터들이 즐비한 K-1에서 지능형 파이터의 완성형을 보여주면서 K-1 최고 기록인 4회우승의 위업을 달성한 전설적인 선수이다. 어린 시절 축구를 시작하였으며 15세 때 킥복싱을 시작하였다. 호스트는 2년 반 단련하고서 빔 스하렌베르흐(Wim Scharrenberg)라는 가라테 고단자와의 시합에서 2라운드 KO승을 거두며, C클래스로 데뷔한 호스트는 20전을 전부 KO로 장식하면서 단숨에 A클래스 선수가 된다. 그 후 세계 방방 곡곡을 다니면서 자신만의 파이트 스타일을 확실하게 만든다.
호스트의 실력은 1998년을 기점으로 완숙미를 더하는데 98년 사바테 세계 라이트 헤비급에서 우승을 차지하고, 90년대에는 킥복싱 세계 챔피언의 자리에 오른다. 1993년 대망의 K-1으로부터 초청을 받게 되고, 호스트는 미들급의 체중으로 헤비급에 도전한다. 그리고 엄청난 명성을 자랑하던 무적의 파이터인 피터 아츠와 모리스 스미스를 꺾으며 결승에 진출한다. 결승전 상대는 브랑코 시가틱으로 안면에 라이트 훅을 내주면서 KO패를 한다. 하지만 준우승이라는 굉장한 성적으로 단숨에 K-1의 강자 대열에 당당히 그 이름을 올리고, 한 단계 아래의 대회인 K-2 대회에서 우승을 차지하는 등 자신의 강함을 유감없이 보인다. 94년과 95년에는 피터 아츠에 가려서 96년에는 앤디 훅에 가려서 번번이 우승의 문턱에 좌절하나 97년은 기회로 다가왔고, 4월 마이크 베르나르도에게 역전 KO승을 거두고 그 해 그랑프리에서 훅을 이기고 처음으로 우승을 차지한다.
호스트는 헤비급 선수들이 즐비한 K-1에서 저 체중으로 출전하였는데 매년이 지날수록 체중을 증가 시키면서 무리하지 않게 헤비급 체중을 만드는 데 성공하면서 여전히 테크니션으로 강한 모습을 보이면서 나이는 숫자에 불과하다는 말을 입증이라고 하듯, 1999년과 2000년에 우승을 차지하고 K-1에서는 피터 아츠의 최고 우승기록인 3회 우승을 기록하면서 피터 아츠와 앤디 훅 등과 대등한 관계를 유지하게 된다. 하지만 이런 호스트에게 브랑코 시가틱의 악몽을 재현시킨 인물이 있었으니 그가 바로 괴물 밥 샵이다. 밥 샵에게 2연패를 하는등 호스트에게 처음으로 위기가 다가오는 듯했다. 판정에 불만을 품거나 펀치 일변도의 다른 모습을 보여주면서 패배하지만 호스트는 그의 부상으로 4강에 올라가게 된다. 상대는 레이 세포였고, 그는 피터 아츠의 로킥에 데미지가 쌓여있었고, 결국 다리 부상으로 1라운드에 호스트가 승리한다. 결승전 상대는 당시 육체 개조에 성공하면서 최강이라고까지 불렸던 제롬 르 밴너였다. 많은 전문가와 팬들은 제롬 르 밴너의 우승을 점쳤고, 시합은 박빙의 승부였고 3라운드 호스트의 회초리 같은 킥에 제롬 르 밴너의 왼팔 뼈가 조각 나는 부상과 함께 호스트는 4회 우승이라는 대 기록을 수립하고 그 후부터 전설이라고 불리게 되었다.
2003년과 2004년은 레미 본야스키라는 차세대 주자에게 지능형 파이터의 자리와 왕좌를 내주지만 여전히 많은 사람들이 우승후보로 꼽는 데 주저하지 않았고, 불혹의 나이에도 호스트는 왕좌로서의 꿈을 져버리지 않았고, 2005년 초기까지만 하여도 V5를 불태우며 한번더 우승을 하면 은퇴를 고려해보겠다는 의사까지 밝히곤 했다. 하지만 그 해 개막전 부상과 노쇠화로 토너먼트 시합에선 은퇴를 선언한다. 하지만 원매치에서는 계속 출전하겠다는 의지를 밝혀 2005년 K-1 다이너마이트에서 챔피언 세미 슐트와 겨루고 다음 해인 2006년 5월에는 밥 샵과 3차전을 앞두었으나 경기 당일 샙이 무단으로 경기장을 빠져나가 리벤지가 무산된다. 2006년 7월 삿포로에서 열린 K-1 리벤지 대회에서 앞으로 자신이 패할 때까지 시합에 계속 출전하겠다고 말하며 토너먼트에도 복귀를 선언한다. 9월 개막전에서 후지모토 유스케와 겨뤄 승리를 거두고 12월 2일 K-1 파이널 대회에서는 할리드 디 파우스트에게도 승리하여 4강까지 진출하나 극강 챔피언 세미 슐트에게 패하고 만다. 2006 K-1 파이널 대회가 끝난 이후 정식으로 링 위에서 은퇴를 선언하고 경기장을 찾아온 가족들과 함께 은퇴식을 가졌다. 현재는 팀 미스터 퍼팩트라는 체육관을 운영하면서 신예 선수들을 지도하며 K-1의 후진양성에 힘쓰고 있다.

## 타이틀
- 사바테 세계 라이트 헤비급 챔피언
- WKA 세계 라이트 헤비급 챔피언
- WMTA 세계 라이트 헤비급 챔피언
- IKBF 세계 라이트 헤비급 챔피언
- ISKA 세계 라이트 헤비급 챔피언
- 1993년 K-1 월드 그랑프리 준우승
- 1997년 K-1 월드 그랑프리 우승
- 1999년 K-1 월드 그랑프리 우승
- 2000년 K-1 월드 그랑프리 우승
- 2002년 K-1 월드 그랑프리 우승